# De gyldne altre

Betegnelsen de gyldne altre dækker over en række romanske altre, som er udsmykket med relieffer i guld eller forgyldt kobber, der er bevaret syv gyldne altre fra 1100- og 1200-tallet, men der har sikkert været flere. Der er to der stadig er på deres plads: Sahl Kirke og Stadil Kirke. De øvrige altre er flyttet til Nationalmuseet, det drejer sig om Odder Kirke, Lisbjerg Kirke, Sindbjerg Kirke, Ølst Kirke og Tamdrup Kirke.